# Myiothlypis rivularis
Myiothlypis rivularis là một loài chim trong họ Parulidae.